# ASM International (organisation professionnelle)
Pour les articles homonymes, voir ASM.
Pour l’article homonyme, voir ASM International.
La société ASM International est une organisation professionnelle destinée au développement scientifique et technique des sciences des matériaux.
La fondation pour l'éducation aux matériaux de l'ASM gère l'enseignement estival destiné aux étudiants et enseignants.

## Histoire
L'ASM existe sous différents noms depuis 1913, lorsqu'elle a débuté comme un club local à Détroit appelé le Steel Treaters Club. Pendant la Première Guerre mondiale ce club est devenu la Steel Treating Research Society, avec des groupes à Détroit, Chicago et Cleveland. Par la suite le groupe de Chicago a fait sécession et a formé l'American Steel Treaters Society.
En 1920 les sections locales ont été réunifiées au sein de la nouvelle American Society for Steel Treating (ASST). La société a élargi son champ d'action technique au-delà de l'acier. En 1933, elle est devenue l''American Society for Metals (ASM)
Progressivement, la société a étendu son champ d'action géographique au-delà des États-Unis et son champ d'action technique au-delà des métaux pour inclure d'autres matériaux. Elle est devenue ASM International en 1986. En 2021 l'ASM comptait 20 000 membres dans le monde.
L'ASM propose plusieurs ressources d'information comme revues techniques, livres et bases de données. Elle accueille également de nombreuses conférences internationales chaque année, notamment sa réunion annuelle International Materials, Applications, and Technologies Conference and Exposition (IMAT).

## Sociétés affiliées

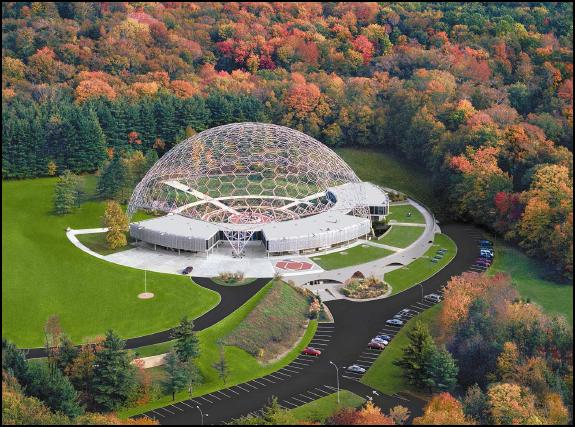
Siège de l'ASM au dôme géodésique.

Diverses sociétés spécialisées dépendent de l'ASM :
- Heat Treating Society (HTS),
- Thermal Spray Society (TSS),
- International Metallographic Society (IMS),
- Electronic Device Failure Analysis Society (EDFAS),
- Failure Analysis Society (FAS),
- International Organization on Shape Memory and Superelastic Technology (SMST).

## Publications
L'ASM publie plusieurs revues scientifiques ou techniques :
- Alloy Digest
- International Materials Reviews (IMR)
- Journal of Failure Analysis & Prevention (JFAP)
- Journal of Materials Engineering and Performance (JMEP)
- Journal of Phase Equilibria and Diffusion (JPED)
- Journal of Thermal Spray Technology (JTST)
- Metallography, Microstructure, and Analysis (MMA)
- Metallurgical and Materials Transactions A and B (MetTransA & MetTransB)
- Shape Memory and Superelasticity.